# 榎本文夫
榎本 文夫（えのもと ふみお）は、インテリアデザイナー、家具デザイナー。デザイン事務所「榎本文夫アトリエ」代表。駒沢女子大学住空間デザイン学科教授。榎本文夫アトリエ主宰。2012グッドデザイン賞特別賞をはじめ､多数受賞。

## 概要
インテリアデザイン、家具デザイン､プロダクトデザイン､を得意とする日本のデザイナーである。現在､国産材､特に針葉樹や竹の利活用の研究をしている。

## 略歴
- 1957  東京生まれ
- 1979  東京造形大学造形学部（室内建築専攻）卒業
- 1979〜80  東京造形大学多木浩二研究室生
- 1980〜86  (株)クラマタデザイン事務所勤務
- 1986  榎本文夫アトリエ設立
- 1992〜01  ＹＭＣＡデザイン研究所 非常勤講師
- 2002〜  駒沢女子大学人文学部空間造形学科（現 人間総合学群 住空間デザイン学類）教授
- 2003〜08  文化女子大学（現 文化学園大学)

| スタブアイコン | サブスタブ | この項目は、まだ閲覧者の調べものの参照としては役立たない、美術家・芸術家に関連した書きかけの項目です。この項目を加筆・訂正などしてくださる協力者を求めています（P:美術）。 |